# Sarąg
Sarąg – jezioro położone na wschód od Ostródy w gminie Gietrzwałd, powiat olsztyński, województwo warmińsko-mazurskie, na Równinie Olsztynka, na obrzeżu wsi Makruty (na południe od jeziora) oraz osady Guzowy Młyn.